# Скемпе
Скемпе (пол. Skępe)  —  город  в Польше, входит в Куявско-Поморское воеводство,  Липновский повят.  Имеет статус городско-сельской гмины. Занимает площадь 7,45 км². Население — 3475 человек (на 2004 год).

## Известные уроженцы
- Эмма Попик (р. 1949) — польская писательница и переводчица.